# Otolelus neglectus
Otolelus neglectus là một loài bọ cánh cứng trong họ Aderidae. Loài này được Jacquelin du Duval miêu tả khoa học năm 1863.